# Соснівський сільський округ
Сосні́вський сільський округ (каз. Соснов ауылдық округі, рос. Сосновский сельский округ) — адміністративна одиниця у складі Мендикаринського району Костанайської області Казахстану. Адміністративний центр — село Харківське.
Населення — 1763 особи (2021; 2712 у 2009, 3558 у 1999, 4733 у 1989).
Станом на 1989 рік існували Каменськуральська сільська рада (селища Аксірак, Аксуат, Жусали, Каменськуральський, Коктерек, Шиєлі) та Соснівська сільська рада (села Мокре, Нікітинка, Сосна, селища Приозерний, Харківський). У період 1999—2009 років до складу Ломоносовського сільського округу передано села Коктерек та Шиєлі. Село Жусали було ліквідоване 2016 року. 2019 року Каменськуральський сільський округ був розділений на Аксуатську сільську адміністрацію та Каменськуральську сільську адміністрацію, які одразу увійшли до складу Соснівського сільського округу.

## Склад
До складу округу входять такі населені пункти:
| Населений пункт         | Старі назви        | Населення, осіб (1989) | Населення, осіб (1999) | Населення, осіб (2009) | Населення, осіб (2021) |
| ----------------------- | ------------------ | ---------------------- | ---------------------- | ---------------------- | ---------------------- |
| Аксірак, село           | -                  | 108                    | 24                     | -                      | -                      |
| Аксуат, село            | -                  | 343                    | 275                    | 217                    | 94                     |
| Жусали, село            | -                  | 148                    | 155                    | 97                     | -                      |
| Каменськуральське, село | Каменьскуральський | 1713                   | 1166                   | 852                    | 539                    |
| Мокре, село             | -                  | 44                     | -                      | -                      | -                      |
| Нікітинка, село         | -                  | 289                    | 274                    | 235                    | 63                     |
| Приозерне, село         | Приозерний         | 216                    | 226                    | 160                    | 83                     |
| Сосна, село             | -                  | 838                    | 524                    | 309                    | 178                    |
| Харківське, село        | Харківський        | 1034                   | 914                    | 842                    | 806                    |